# Li Fei
Dans ce nom chinois, le nom de famille, Li, précède le nom personnel.
Li Fei (en chinois : 黎斐), né le 17 février 1983 à Wuhan dans la province du Hubei (Chine), est un footballeur chinois.

## Statistiques détaillées
| Saison | Club                       | Division             | Pays  | Championnat        |
| ------ | -------------------------- | -------------------- | ----- | ------------------ |
| 2002   | Shenzhen Ping'an Insurance | Chinese Jia-A League | Chine | 4 matchs / 0 but   |
| 2003   | Shenzhen Jianlibao         | Chinese Jia-A League | Chine | 3 matchs / 0 but   |
| 2004   | Shenzhen Jianlibao         | Chinese Super League | Chine | 3 matchs / 0 but   |
| 2005   | Shenzhen Jianlibao         | Chinese Super League | Chine | 16 matchs / 1 but  |
| 2006   | Shenzhen Kingway           | Chinese Super League | Chine | 16 matchs / 2 buts |
| 2007   | Shenzhen Shanqingyin       | Chinese Super League | Chine | 24 matchs / 3 buts |
| 2008   | Shenzhen Shanqingyin       | Chinese Super League | Chine | 20 matchs / 0 but  |
| 2009   | Shenzhen Asia Travel       | Chinese Super League | Chine | 26 matchs / 1 but  |
| 2010   | Shenzhen Ruby              | Chinese Super League | Chine | 12 matchs / 1 but  |

## Palmarès

### En club
- Avec Shenzhen :
  - Champion de Chinese Super League : 2004